# 罗伯特·贝特兰
罗伯特·贝特兰（英語：Robert R. Bertrand，1906年2月12日—2002年5月4日）美国音频工程师。他曾因电影骗中骗提名奥斯卡最佳音响效果奖。

## 部分影视作品
- 骗中骗 (1973)[1]